# Predeal (miasto)
Predeal (niem. Schanzpass; węg. Predeál) – miasto w środkowej Rumunii, w okręgu Braszów. Leży w dolinie rzeki Prahova, u stóp gór Bucegi, części Karpat Południowych. Według spisu ludności z 2002 roku miasto zamieszkiwane jest przez 5270 osób. Najbliższe osiedla to Azuga na południu, Bușteni na południowym zachodzie, Râșnov na północnym zachodzie i Braszów na północy. Stolica kraju – Bukareszt leży 147 km na południowy wschód.

## Historia
Pierwsze wzmianki o Predeal pojawiają się w 1674 roku. Miejscowość zaczęła się rozwijać w 1850 roku wraz z rozpoczęciem budowy drogi z Câmpina do Predeal (Obecnie droga DN1). 31 maja 1874 roku Austro-Węgry i Rumunia podpisały umowę dotyczącą budowy linii kolejowej z Ploeszti do Braszowa, przechodzącą przez Predeal. Pierwsze pociągi na tej trasie ruszyły w 1879 roku, wtedy też wybudowano tu dworzec kolejowy. 7 maja 1885 roku Predeal, Azuga, Bușteni i Poiana Țapului oddzieliły się od miejscowości Podul Neagului i utworzyły odrębną miejscowość pod nazwą Predeal.
Obecnie Predeal jest ośrodkiem sportów zimowych i centrum turystycznym, położonym w otoczeniu przełęczy Predeal. Jest to najwyżej położone miasto Rumunii (wysokość 1033–1110 m n.p.m.). Merem miasta od 2008 roku jest Ionel Goidescu.
W mieście rozwinął się przemysł lekki, spożywczy oraz poligraficzny.

## Galeria

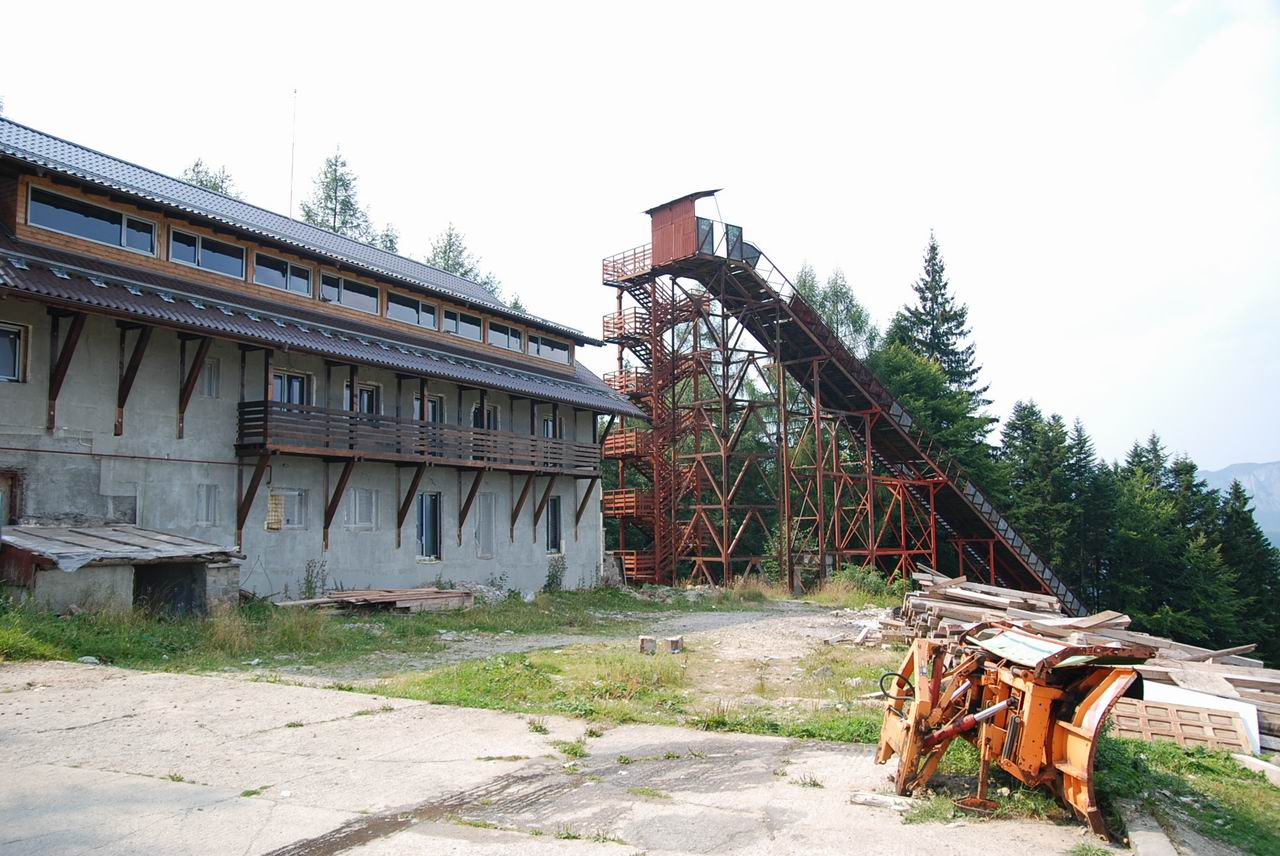
Nieczynna skocznia narciarska w Predeal
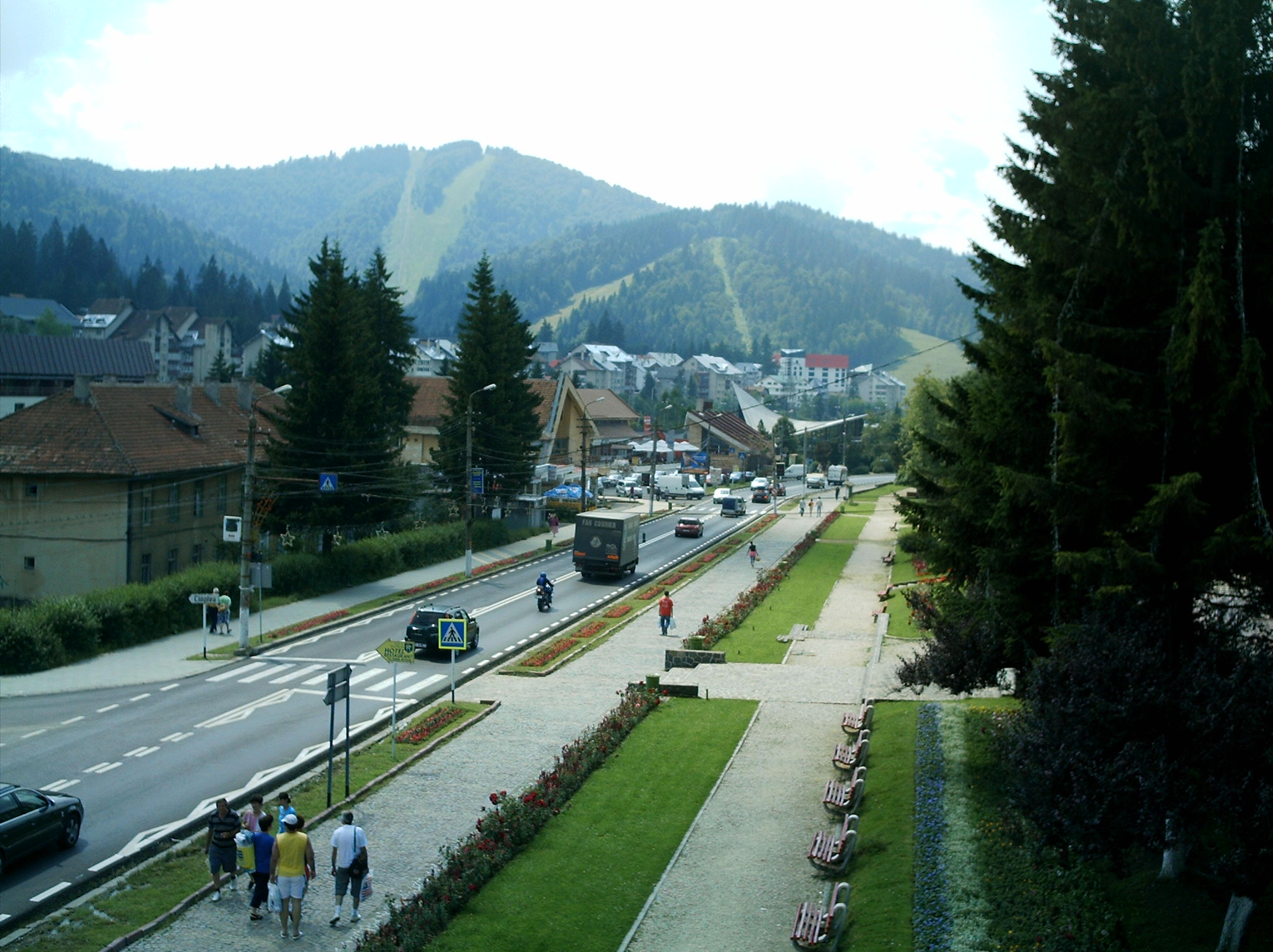
Predeal
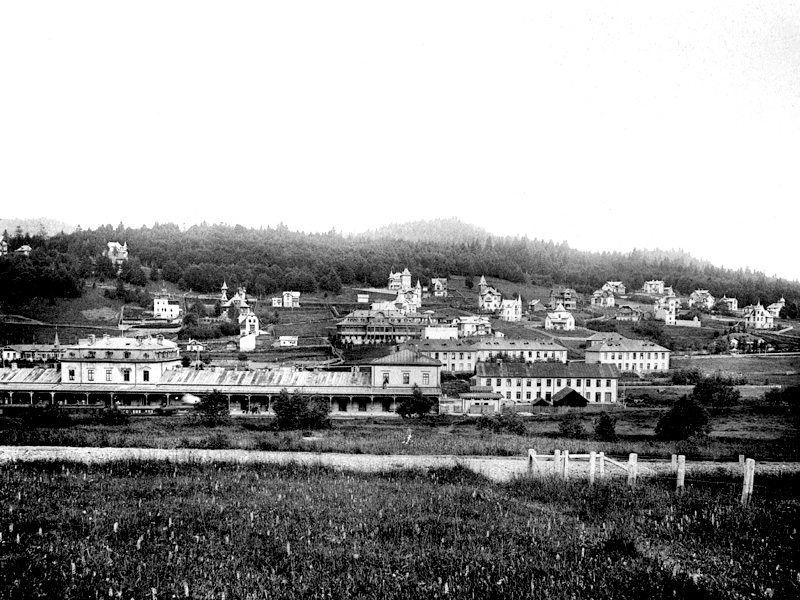
Predeal na początku XX wieku
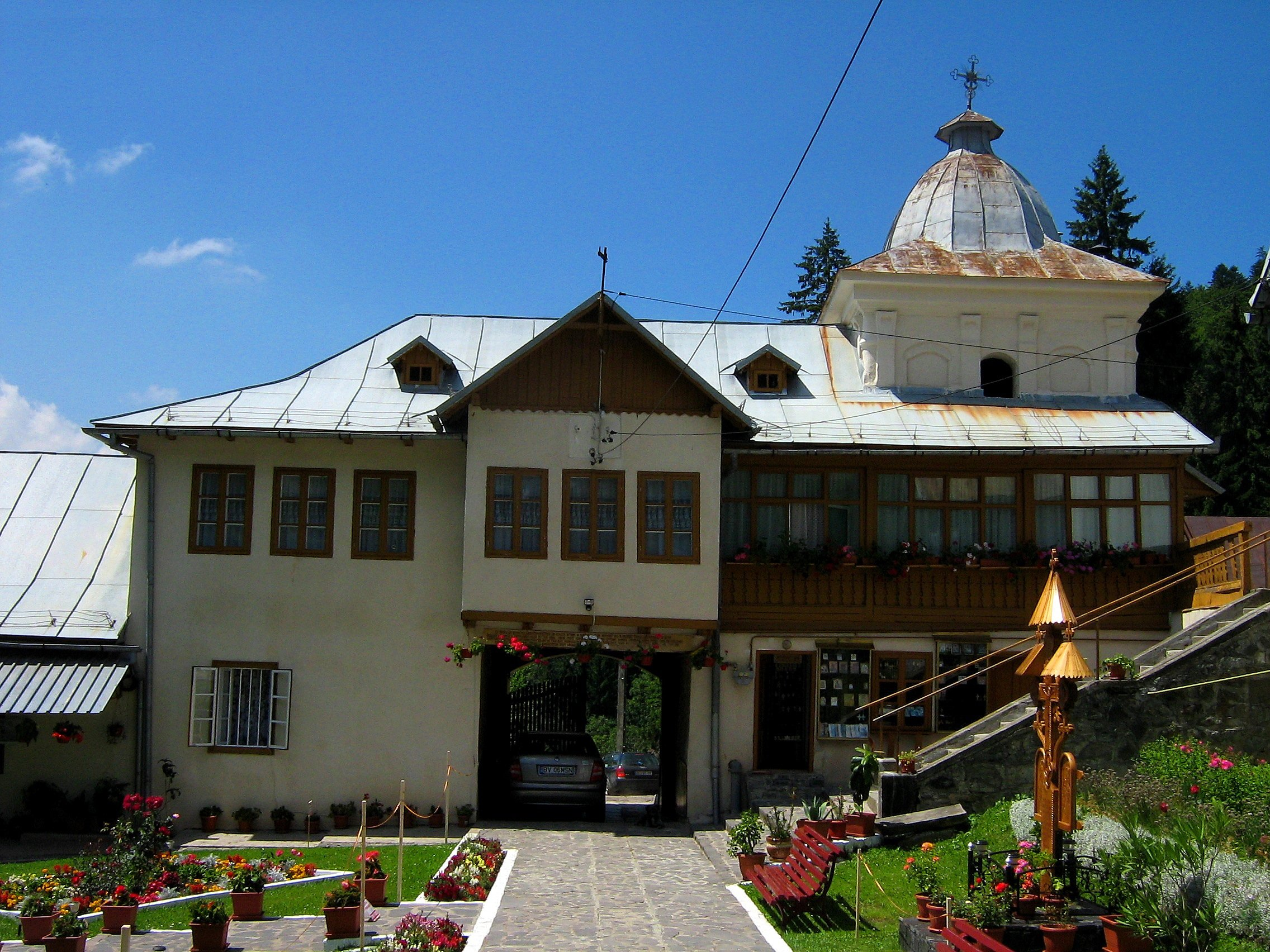
Monastyr w Predeal